# Odet de La Noue
Odet de La Noue, sieur de Téligny, seigneur de La Noue et de l'Epine-Gaudin, est un homme de guerre, diplomate et poète français, mort à Paris en 1618. 

## Biographie
Odet de La Noue est le fils de François de La Noue et le neveu de Charles de Téligny.
Il servit dans les Pays-Bas sous les ordres de son père, tomba aux mains des Espagnols lors du siège d'Anvers en 1584. Ils le garderont sept ans prisonnier, puis rejoignit l’armée de Henri IV. La Noue contribua à la prise de Paris, prit part aux négociations qui amenèrent la publication de l’édit de Nantes, et fut chargé de diverses missions, notamment en Hollande en 1617. Il était maréchal de camp et conseiller du roi. La Noue cultiva avec un certain succès la poésie. 
Marié avec Marie de Lannoy, leur fille, Marie de La Noue, épousera Louis de Pierrebuffière,  Joachim de Bellengreville et Pons de Lauzières-Thémines.

## Œuvres
On a de lui : Paradoxe, que les adversités sont plus nécessaires que les prospéritez (La Rochelle, 1588, in-8°), en vers ; Poésies chrétiennes de messire Odet de La Noue (Genève, 1594, in-8°), recueil de sonnets, odes, cantiques, etc. ; Dictionnaire des rimes françaises selon les lettres de l’alphabet (Genève, 1596, in-8°); enfin, on lui attribue : Vive description de la tyrannie et des tyrans, avec les moyens de se garantir de leur joug.

## Sources
- « Odet de La Noue », dans Pierre Larousse, Grand dictionnaire universel du XIXe siècle, Paris, Administration du grand dictionnaire universel, 15 vol., 1863-1890 [détail des éditions].
- Histoire de la Guerre de Flandre, Seconde décade, Famianus Strada, Paris, 1649.